# HD 219077
HD 219077，又名CP-63 4862，SAO 255435、HR 8829，是一颗恒星，视星等为6.12，位于銀經320.42，銀緯-51，其B1900.0坐标为赤經23h 7m 56.6s，赤緯-63° -51′ 57″。